# Аквариум International
Аквариум International — музыкальный проект, созданный Борисом Гребенщиковым в 2007 году на основе группы «Аквариум», участие в котором принимали музыканты со всего мира — ученики неоиндуистского проповедника Шри Чинмоя.

## История
Первым выступлением стал концерт памяти Шри Чинмоя 22 мая 2008 в Лондонском королевском Альберт-холле. Затем музыканты начали активную гастрольную деятельность, дав концерты во всех культурных столицах мира.

23 сентября 2008 — концерт в Olympia Theatre, Дублин

14 октября 2008 — концерт в Национальной опере Украины, Киев

8 ноября 2008 — театр Arcimboldi, Милан

15 декабря 2008 — концерт в Wiener Stadthalle, Вена

3 и 4 декабря 2008 — Москва

6 и 7 декабря 2008 — Санкт-Петербург

На сегодняшний день проект прекратил гастроли.
В 2011 году выпущена запись «Аквариум International. Благотворительный концерт в Киевском театре оперы 14 октября 2008 года» (DVD+2СD)

## Участники
Музыканты «Аквариума»:
- Борис Гребенщиков
- Андрей Суротдинов
- Олег «Шар» Шавкунов
- Альберт Потапкин
- Борис Рубекин
- Игорь Тимофеев
- Александр Титов

Приглашённые музыканты:
- Брайан Финнеган — флейта, тин вистл (ирландская свирель).

Основатель группы Upstairs in a Tent и автор прекрасного альбома When the Party’s Over, в данный момент он играет в англо-ирландской группе Flook (BBC Folk Awards 2006 в номинации «Лучшая Группа»). Последнее время этот выдающийся музыкант работает над новым фолк-проектом The Singing Tree.
- Бекки Тейлор — ирландская волынка.

Известный английский музыкант. Выпустила в 2002 году альбом «Becky Tailor», который был благосклонно принят критиками. В 2008 году выпустила альбом «Ireland Bridge». Постоянный участник международных музыкальных проектов.
- Алок Верма — табла

Занимается музыкой с 7 лет. В 1998 году победил на национальном индийском фестивале Classical Tabla Solo. Участвует в создании музыки к фильмам Болливуда. В 2001 году музыкант переезжает в Англию, где играет на перкуссии в составе таких групп, как Elaire, Fusing Naked, Rebel Uprising, UK Transculture и Strings. Кроме этого Алок работает преподавателем музыки в городском совете Илинга (предместье Лондона) и одним из директоров Международной Недели Музыки в Великобритании.
- Шима Мухерджи — ситар

Начала заниматься музыкой с детства. Её учителями были Пандит Нихил Банерджи и Устад Али Акбар Хан. Сейчас она дает мастер классы игры на ситаре в Лондоне, организовала курсы индийской музыки (в Университете Тэиз Вэлли), читает лекции по истории классической индийской музыки.
- Арпан Пател — фисгармония

Выпускник Университета Бароды (штат Бенгалия), Магистр Исполнительных искусств. Живет в Англии, выступает на фестивалях Ipswich Mela и Bedford.
- Мария Помяновска — падудла

Мария окончила Музыкальную Академию Шопена по классу виолончели в Варшаве. Являясь студенткой Академии, она получила стипендию для обучения игре на сарангах. Для этого Мария отправилась в Индию, где занималась под руководством маэстро Пандита Рам Нараяна. Владеет игрой на болгарской гадулке, турецком рабабе, иранском кеменче, монгольском морин хуре и китайском эрху. С 1993 по 1996 год Мария создает и ведет т. н. Не-Европейскую Музыкальную Секцию в Музыкальной Академии Шопена, а также курсы в Институте Музыковедения Варшавского Университета, посвященные связям и различию между музыкальными системами мира
- Дундуби Дикел — скрипка

обучалась игре на скрипке в консерватории города Брегенц и Университете Music Mozarteum в Зальцбурге (Австрия). В качестве участницы и основательницы женской вокально-инструментальной группы Mountain Silence, она объездила Европу, Америку и Дальний Восток. Помимо скрипки Дундуби играет также на китайском инструменте эрху. В настоящее время проживает в Цюрихе (Швейцария).
- Шамита Аченбах-Кениг — виолончель

Обучалась игре на виолончели в консерватории города Брегенц (Австрия), Университете Music Mozarteum в Зальцбурге (Австрия) и Венской Консерватории. Она выступала с Симфоническим Оркестром Австрийского Радио, Венским Симфоническим оркестром и оркестром Vienna Bach Soloists.
- Премик Рассел Таббс — флейта, лэп-стил

Мульти-инструменталист, играет на разнообразных флейтах, саксофоне и блюзовом инструменте лэп-стил. Будучи разноплановым музыкантом, Премик Рассел Таббс одинаково уверенно чувствует себя в поп-музыке, джазе, фолке, R&B и new age. Работал с Карлосом Сантаной, Уитни Хьюстон, Херби Хэнкоком, Джоном МакЛафлином и Рави Шанкаром.
- Нилаша Бротон

## Интернет
- Аквариум International сыграл спектакль из 18 актеров
- Аквариум International в МХАТе им. Горького Архивная копия от 17 февраля 2009 на Wayback Machine